# Divizia C 1992-1993
Divizia C 1992-1993 a fost al 37-lea sezon al ligii de nivelul al treilea din sistemul ligii de fotbal din România. Între 1992–1997 a purtat numele de Divizia B deoarece prima ligă a devenit Divizia Națională iar Divizia B a devenit Divizia A.

## Formatul
Formatul s-a modificat la 4 serii de 20 echipe. Câștigătorii seriilor au promovat în Divizia A (fosta Divizia B) iar ultimele 4 locuri din toate seriile au retrogradat în Divizia C - Faza Județeană(fostul Campionatul județean).

## Schimbări de echipă
| Retrogradat din Divizia B - Petrolul Ianca - Olimpia Râmnicu Sărat - CS Târgoviște - FEPA 74 Bârlad - Caracal - Sportul 30 Decembrie - Aris Arad - Gaz Metan Mediaș - UM Timișoara - Șoimii IPA Sibiu - Metalurgistul Slatina - Astra Arad - Chimica Târnăveni - Electromureș Târgu Mureș - Minerul Cavnic - Aripile Bacău - Relonul Savinești - CSM Borzești | Promovat din Campionatul județean - Agrojim Dângeni - Voința Petrobrad Asău - Laminorul Brăila - Cimentul Medgidia - Astra Ploiești - Constructorul Feroviar București - Rapid Braniștea - IOB Balș - Metalurgistul Sadu - Venus Lugoj - Dermata Cluj-Napoca - Minerul Voivozi - Viitorul Ocna Șugatag - Măgura Codlea |

### De la Divizia C
Promovat în Divizia B
Retrogradat la Divizia C - Faza Județeană
| - ASA Explorări Câmpulung Moldovenesc - Steaua Minerul Vatra Dornei - Tepro Iași - Cristalul Dorohoi - Steaua Mecanica Huși - Minerul Gura Humorului - Fortus Iași - Minerul Crucea - CSM Bucecea - Aurora Târgu Frumos - Carpați Gălănești - Siretul Pașcani - IMASA Sfântu Gheorghe - Laminorul Roman - Metalul Târgu Secuiesc - Minerul Bălan - Petrolul Moinești - Electro Întorsura Buzăului - Minerul Comănești - Viitorul Gheorgheni - CPL Bacău - Proletarul Bacău - Voința Roman - Metalul Roman - Dunărea Romport Galați - Șantierul Naval Galați - Victoria Galați - Autobuzul Chimia Mărășești - Foresta Gugești - Gloria Ivești - Metalurgistul Tecuci - Granitul Babadag - Arrubium Măcin - Unirea Progresul Făurei - Tricotex Panciu - Unirea ABROM Bârlad - Metalul Filipeștii de Pădure - Petrolul Berca - Unirea Urlați - Metalul Buzău - IEMUTREC Chitila - Hidrotehnica Buzău - Metalul Mija - CFR BTA București - Tehnometal București - Carpați Sinaia - Chimia Buzău - Montana Caraimanul Bușteni | - Electrosid Titu - Victoria Florești - IMGB București - Chimia Găești - Automatica București - Steaua Petrolul Târgoviște - Chimia Ploiești - Girueta București - Unirea Urziceni - Voința București - Rapid Fetești - Olimpia Țăndărei - Viscofil București - CFR Constanța - Șantierul Naval Oltenița - ISCIP Ulmeni - Conpref Constanța - Sportul IAMCRI Călărași - Litoral Neptun Mangalia - Dunărea Giurgiu - Petrolul Roata de Jos - Viitorul Chirnogi - Victoria Lehliu - Progresul Medgidia - Minerul Berbești - Muscelul Câmpulung - Unirea Pitești - Constructorul Slatina - Dunărea Zimnicea - Metalul Râmnicu Vâlcea - Progresul Corabia - Chimia Turnu Măgurele - Rulmentul Alexandria - Recolta Stoicănești - Viitorul Drăgășani - Dacia Cozia Călimănești - Rapid Miercurea Ciuc - Mecanica Bistrița - Precizia Săcele - Torpedo Zărnești - Laminorul Beclean - Carpați Agnita - Carpați Brașov - Mureșul Luduș - Unirea Cristuru Secuiesc - Hidrotehnica U Sibiu - Chimia Năsăud - Metalotehnica Târgu Mureș | - Constructorul Craiova - Minerul Știința Vulcan - Minerul Motru - Petrolul Țicleni - Dierna Orșova - Severnav Turnu Severin - Pandurii Târgu Jiu - Parângul Lonea - Petrolul Stoina - SUCPI Craiova - Autobuzul Craiova - Petrolul Târgu Cărbunești - Unirea Tomnatic - Victoria Călan - Auto Timișoara - AS Sânmartinu Sârbesc - Minerul Moldova Nouă - Electrica Timișoara - Energia Deta - CFR Simeria - Strungul Chișineu-Criș - Unirea Sânnicolau Mare - Retezatul Hațeg - Ceramica Jimbolia - Mureșul Deva - Minerul Ștei - Aurul Brad - Sticla Arieșul Turda - Industria Sârmei Câmpia Turzii - Mecanica Alba Iulia - Soda Ocna Mureș - Înfrățirea Oradea - CPL Arad - CUG Cluj-Napoca - Oțelul Ștei - Petrolul Arad - Mobila Șimleu Silvaniei - Minerul Baia Sprie - Bradul Vișeu de Sus - Minerul Baia Borșa - Minerul Turț - Voința Negrești-Oaș - Chimia Tășnad - Minerul Sărmășag - Oașul Negrești-Oaș - CIL Sighetu Marmației - Rapid Jibou |

### Echipe redenumite
Aripile Bacău a fost redenumit Aerostar Bacău.
Relonul Savinești a fost redenumit Melana Savinești.
Celuloza Adjud a fost redenumit Vrancart Adjud.
Cotidianul Bacău a fost redenumit Cotidianul Selena Bacău.
CS Botoșani a fost redenumit Mecanex Botoșani.
Măgura Codlea a fost redenumită Unirea Codlea.
Marvas Vaslui a fost redenumit Sportul Municipal Vaslui.
Dunărea Călărași a fost redenumită Sportul Călărași.
Mecos București a fost redenumit Glina București.
Electronistul Curtea de Argeș a fost redenumit Victoria Curtea de Argeș.
CSM Caransebeș a fost redenumit Caromet Caransebeș.
Șoimii IPA Sibiu a fost redenumit Șoimii Compa Sibiu.
Silcotub Zalău a fost redenumit Laminorul Victoria Zalău.
Dermata Cluj-Napoca a fost redenumită Clujana Cluj-Napoca.
Laminorul Brăila a fost redenumit Dacia Lamirom Brăila.
Calculatorul București a fost redenumit Juventus Colentina București.
Cuprom Baia Mare a fost redenumit Phoenix Baia Mare.

### Alte modificări
Voința Petrobrad Asău și Minerul Comănești au fuzionat, primul fiind absorbit de cel de-al doilea. Noua entitate a fost denumită Minerul 92 Comănești.
Agrojim Dângeni a fuzionat cu ASA Explorări Câmpulung Moldovenesc pentru a forma ASA Agrojim Câmpulung Moldovenesc
Sportul 30 Decembrie a fuzionat cu Rapid Braniștea formând Sportul Studențesc Agrariana Braniștea.
Unirea Tricolor București, ISCIP Ulmeni și Șantierul Naval Oltenița s-au unit pentru a forma Unirea Tricolor Oltenița.
IOB Balș și-a vândut locul către Petrolul Stoina.

## Clasamentele seriilor

### Seria I
| Loc | Echipa                            | MJ | V  | E | Î  | GM | GP  | DG   | Pct | Calificare sau retrogradare               |
| --- | --------------------------------- | -- | -- | - | -- | -- | --- | ---- | --- | ----------------------------------------- |
| 1   | Constructorul Iași (C, P)         | 38 | 26 | 4 | 8  | 87 | 30  | +57  | 56  | Promovat în Divizia B                     |
| 2   | Mureșul Toplița                   | 38 | 23 | 3 | 12 | 95 | 44  | +51  | 49  |                                           |
| 3   | Harghita Odorheiu Secuiesc        | 38 | 21 | 3 | 14 | 86 | 41  | +45  | 45  |                                           |
| 4   | Aerostar Bacău                    | 38 | 20 | 2 | 16 | 79 | 55  | +24  | 42  |                                           |
| 5   | Meconerg Onești                   | 38 | 19 | 4 | 15 | 70 | 58  | +12  | 42  |                                           |
| 6   | Melana Savinești                  | 38 | 20 | 1 | 17 | 76 | 66  | +10  | 41  |                                           |
| 7   | Vrancart Adjud                    | 38 | 20 | 1 | 17 | 52 | 61  | −9   | 41  |                                           |
| 8   | ASA Agrojim Câmpulung Moldovenesc | 38 | 19 | 2 | 17 | 64 | 45  | +19  | 40  |                                           |
| 9   | Nitramonia Făgăraș                | 38 | 18 | 4 | 16 | 60 | 50  | +10  | 40  |                                           |
| 10  | Cetatea Târgu Neamț               | 38 | 17 | 6 | 15 | 59 | 56  | +3   | 40  |                                           |
| 11  | Minerul 92 Comănești              | 38 | 17 | 6 | 15 | 66 | 66  | 0    | 40  |                                           |
| 12  | FEPA 74 Bârlad                    | 38 | 16 | 8 | 14 | 45 | 48  | −3   | 40  |                                           |
| 13  | Bucovina Rădăuți                  | 38 | 19 | 2 | 17 | 55 | 66  | −11  | 40  |                                           |
| 14  | Cotidian Selena Bacău             | 38 | 18 | 3 | 17 | 61 | 55  | +6   | 39  |                                           |
| 15  | Mecanex Botoșani                  | 38 | 18 | 3 | 17 | 70 | 71  | −1   | 39  |                                           |
| 16  | CFR Pașcani                       | 38 | 17 | 4 | 17 | 59 | 55  | +4   | 38  |                                           |
| 17  | Unirea Codlea (R)                 | 38 | 16 | 3 | 19 | 45 | 64  | −19  | 35  | Retrogradat la Divizia C - Faza Județeană |
| 18  | Sportul Municipal Vaslui (R)      | 38 | 11 | 2 | 25 | 41 | 80  | −39  | 24  | Retrogradat la Divizia C - Faza Județeană |
| 19  | CSM Borzești (R)                  | 38 | 5  | 6 | 27 | 26 | 84  | −58  | 16  | Retrogradat la Divizia C - Faza Județeană |
| 20  | Textila Buhuși (R)                | 38 | 6  | 1 | 31 | 29 | 130 | −101 | 13  | Retrogradat la Divizia C - Faza Județeană |

### Seria II
| Loc | Echipa                                 | MJ | V  | E | Î  | GM | GP  | DG  | Pct | Calificare sau retrogradare               |
| --- | -------------------------------------- | -- | -- | - | -- | -- | --- | --- | --- | ----------------------------------------- |
| 1   | Metalul Plopeni (C, P)                 | 38 | 22 | 8 | 8  | 78 | 29  | +49 | 52  | Promovat în Divizia B                     |
| 2   | Constructorul Feroviar București       | 38 | 22 | 4 | 12 | 57 | 39  | +18 | 48  |                                           |
| 3   | Danubiana București                    | 38 | 23 | 1 | 14 | 77 | 41  | +36 | 47  |                                           |
| 4   | Sportul Călărași                       | 38 | 21 | 5 | 12 | 71 | 46  | +25 | 47  |                                           |
| 5   | Prahova Ploiești                       | 38 | 19 | 5 | 14 | 62 | 43  | +19 | 43  |                                           |
| 6   | Astra Ploiești                         | 38 | 19 | 4 | 15 | 57 | 51  | +6  | 42  |                                           |
| 7   | Poiana Câmpina                         | 38 | 19 | 3 | 16 | 79 | 53  | +26 | 41  |                                           |
| 8   | Cimentul Medgidia                      | 38 | 18 | 5 | 15 | 66 | 46  | +20 | 41  |                                           |
| 9   | Petrolul Ianca                         | 38 | 18 | 5 | 15 | 65 | 47  | +18 | 41  |                                           |
| 10  | Unirea Tricolor Oltenița               | 38 | 18 | 5 | 15 | 51 | 54  | −3  | 41  |                                           |
| 11  | Juventus Colentina București           | 38 | 17 | 4 | 17 | 60 | 55  | +5  | 38  |                                           |
| 12  | Sportul Studențesc Agrariana Braniștea | 38 | 17 | 4 | 17 | 60 | 55  | +5  | 38  |                                           |
| 13  | Delta Tulcea                           | 38 | 16 | 5 | 17 | 67 | 62  | +5  | 37  |                                           |
| 14  | Glina București                        | 38 | 16 | 5 | 17 | 57 | 56  | +1  | 37  |                                           |
| 15  | Minerul Filipeștii de Pădure           | 38 | 15 | 6 | 17 | 58 | 56  | +2  | 36  |                                           |
| 16  | Victoria Giurgiu                       | 38 | 15 | 8 | 15 | 56 | 67  | −11 | 36  |                                           |
| 17  | IMGB București (R)                     | 38 | 14 | 5 | 19 | 45 | 76  | −31 | 33  | Retrogradat la Divizia C - Faza Județeană |
| 18  | Olimpia Râmnicu Sărat (R)              | 38 | 13 | 5 | 20 | 35 | 56  | −21 | 31  | Retrogradat la Divizia C - Faza Județeană |
| 19  | Chimia Brăila (R)                      | 38 | 6  | 4 | 28 | 42 | 135 | −93 | 16  | Retrogradat la Divizia C - Faza Județeană |
| 20  | Dacia Lamirom Brăila (R)               | 38 | 5  | 3 | 30 | 32 | 105 | −73 | 13  | Retrogradat la Divizia C - Faza Județeană |

1. ↑  Victoria Giurgiu deducted 2 points.

### Seria III
| Loc | Echipa                   | MJ | V  | E | Î  | GM | GP | DG  | Pct | Calificare sau retrogradare               |
| --- | ------------------------ | -- | -- | - | -- | -- | -- | --- | --- | ----------------------------------------- |
| 1   | Gaz Metan Mediaș (C, P)  | 36 | 22 | 2 | 12 | 69 | 34 | +35 | 46  | Promovat în Divizia B                     |
| 2   | Petrolul Stoina          | 36 | 19 | 3 | 14 | 60 | 47 | +13 | 41  |                                           |
| 3   | Dacia Pitești            | 36 | 17 | 5 | 14 | 50 | 48 | +2  | 39  |                                           |
| 4   | Minerul Uricani          | 36 | 18 | 3 | 15 | 62 | 63 | −1  | 39  |                                           |
| 5   | Arsenal Reșița           | 36 | 18 | 2 | 16 | 60 | 51 | +9  | 38  |                                           |
| 6   | Cimentul Fieni           | 36 | 16 | 5 | 15 | 61 | 58 | +3  | 37  |                                           |
| 7   | Minerul Mătăsari         | 36 | 17 | 2 | 17 | 68 | 53 | +15 | 36  |                                           |
| 8   | Minerul Anina            | 36 | 17 | 2 | 17 | 51 | 52 | −1  | 36  |                                           |
| 9   | Metalurgistul Sadu       | 36 | 15 | 6 | 15 | 53 | 55 | −2  | 36  |                                           |
| 10  | Victoria Curtea de Argeș | 36 | 15 | 6 | 15 | 56 | 66 | −10 | 36  |                                           |
| 11  | CS Târgoviște            | 36 | 16 | 3 | 17 | 62 | 46 | +16 | 35  |                                           |
| 12  | ROVA Roșiori             | 36 | 15 | 5 | 16 | 48 | 47 | +1  | 35  |                                           |
| 13  | Minerul Lupeni           | 36 | 16 | 3 | 17 | 57 | 61 | −4  | 35  |                                           |
| 14  | Paroșeni Vulcan          | 36 | 17 | 1 | 18 | 57 | 63 | −6  | 35  |                                           |
| 15  | Metalurgistul Slatina    | 36 | 14 | 6 | 16 | 45 | 51 | −6  | 34  |                                           |
| 16  | Unirea Alexandria        | 36 | 14 | 6 | 16 | 50 | 60 | −10 | 34  |                                           |
| 17  | Caromet Caransebeș (R)   | 36 | 16 | 2 | 18 | 53 | 69 | −16 | 34  | Retrogradat la Divizia C - Faza Județeană |
| 18  | Șoimii Compa Sibiu (R)   | 36 | 16 | 1 | 19 | 51 | 55 | −4  | 33  | Retrogradat la Divizia C - Faza Județeană |
| 19  | Electrica Fieni (R)      | 36 | 11 | 3 | 22 | 31 | 65 | −34 | 25  | Retrogradat la Divizia C - Faza Județeană |
| 20  | FC Caracal (D)           | 0  | 0  | 0 | 0  | 0  | 0  | 0   | 0   | Retras                                    |

### Seria IV
| Loc | Echipa                   | MJ | V  | E | Î  | GM | GP  | DG  | Pct | Calificare sau retrogradare                         |
| --- | ------------------------ | -- | -- | - | -- | -- | --- | --- | --- | --------------------------------------------------- |
| 1   | Phoenix Baia Mare (C, P) | 38 | 22 | 6 | 10 | 75 | 60  | +15 | 50  | Promovat în Divizia B                               |
| 2   | Venus Lugoj              | 38 | 21 | 0 | 17 | 80 | 55  | +25 | 42  |                                                     |
| 3   | Vulturii Lugoj           | 38 | 21 | 4 | 13 | 62 | 46  | +16 | 42  |                                                     |
| 4   | Aris Arad                | 38 | 19 | 4 | 15 | 63 | 52  | +11 | 42  |                                                     |
| 5   | Unirea Dej               | 38 | 19 | 3 | 16 | 74 | 48  | +26 | 41  |                                                     |
| 6   | Avântul Reghin           | 38 | 17 | 6 | 15 | 61 | 39  | +22 | 40  |                                                     |
| 7   | Chimica Târnăveni        | 38 | 18 | 4 | 16 | 79 | 67  | +12 | 40  |                                                     |
| 8   | Victoria Carei           | 38 | 17 | 6 | 15 | 46 | 41  | +5  | 40  |                                                     |
| 9   | Electromureș Târgu Mureș | 38 | 17 | 5 | 16 | 60 | 51  | +9  | 39  |                                                     |
| 10  | Someșul Satu Mare        | 38 | 16 | 7 | 15 | 63 | 62  | +1  | 39  |                                                     |
| 11  | Laminorul Victoria Zalău | 38 | 18 | 3 | 17 | 63 | 64  | −1  | 39  |                                                     |
| 12  | Motorul Arad             | 38 | 19 | 1 | 18 | 63 | 81  | −18 | 39  |                                                     |
| 13  | Minerul Voivozi          | 38 | 18 | 2 | 18 | 58 | 48  | +10 | 38  |                                                     |
| 14  | UM Timișoara             | 38 | 17 | 4 | 17 | 63 | 55  | +8  | 38  |                                                     |
| 15  | Șoimii Lipova            | 38 | 18 | 2 | 18 | 63 | 61  | +2  | 38  |                                                     |
| 16  | Astra Arad               | 38 | 17 | 4 | 17 | 46 | 54  | −8  | 38  |                                                     |
| 17  | Metalul Aiud (R)         | 38 | 18 | 1 | 19 | 55 | 62  | −7  | 37  | Retrogradat la Divizia C - Faza Județeană/Divizia D |
| 18  | Minerul Cavnic (R)       | 38 | 16 | 1 | 21 | 52 | 55  | −3  | 33  | Retrogradat la Divizia C - Faza Județeană/Divizia D |
| 19  | Clujana Cluj-Napoca (R)  | 38 | 10 | 2 | 26 | 44 | 83  | −39 | 22  | Retrogradat la Divizia C - Faza Județeană/Divizia D |
| 20  | Ardudeana Ardud (R)      | 38 | 9  | 1 | 28 | 31 | 105 | −74 | 15  | Retrogradat la Divizia C - Faza Județeană/Divizia D |

1. ↑  Vulturii Lugoj deducted 4 points.
2. ↑  Ardudeana Ardud deducted 4 points.